# برزا پالانکا
برزا پالانکا (به صربی: Brza Palanka) یک روستا در صربستان است که در ناحیه بور واقع شده‌است. برزا پالانکا ۸۶۰ نفر جمعیت دارد.